# Saison 6 de How I Met Your Mother
Chronologie
Saison 5 Saison 7
Cet article présente les vingt-quatre épisodes de la sixième saison de la sitcom américaine How I Met Your Mother.

## Diffusions
- Aux États-Unis, la saison a été diffusée entre le 20 septembre 2010 et le 16 mai 2011 sur le réseau CBS.
- Au Canada, elle a été diffusée en simultané sur Citytv.
- En France, elle a été diffusée entre le 15 octobre et le 26 novembre 2011 sur NT1.
- Aucune information disponible concernant sa diffusion dans les autres pays francophones.

## Distribution

### Acteurs principaux
- Josh Radnor (VF : Xavier Béja) : Ted Mosby
- Jason Segel (VF : Didier Cherbuy) : Marshall Eriksen
- Alyson Hannigan (VF : Virginie Ledieu) : Lily Aldrin
- Cobie Smulders (VF : Valérie Nosrée) : Robin Scherbatsky
- Neil Patrick Harris (VF : François Pacôme) : Barney Stinson
- Bob Saget (VF : Jean-Claude Montalban) : Ted Mosby en 2030 (non crédité)

### Acteurs récurrents
- Jennifer Morrison (VF : Cathy Diraison) : Zoey Van Smoot
- Kyle MacLachlan (VF : Philippe Roullier) : George Van Smoot, alias le Capitaine
- Lyndsy Fonseca (VF : Chloé Berthier) : la fille de Ted
- David Henrie (VF : Olivier Podesta) : le fils de Ted
- Marshall Manesh (VF : Patrick Raynal) : Ranjit
- Laura Bell Bundy (VF : Delphine Braillon) : Becky
- Alexis Denisof (VF : Emmanuel Rausenberger) : Sandy Rivers
- Bill Fagerbakke (VF : Patrick Raynal) : Marvin Eriksen Sr
- Ned Rolsma (VF : Bruno Meyere) : Marcus Eriksen
- Suzie Plakson (VF : Laure Sabardin) : Judy Eriksen
- Frances Conroy (VF : Caroline Jacquin) : Loretta Stinson
- Michael Gross (VF : Jean-Luc Kayser) : Alfred Mosby
- Chris Romanski (en) (VF : Philippe Bozo) : Punchy
- Nazanin Boniadi (VF : Chantal Baroin): Nora

## Résumé de la saison
Comme ils l'ont décidé, Marshall et Lily essaient d'avoir un enfant, mais tout ne se passe pas comme ils l'ont prévu.
Ted, toujours professeur d'architecture, reprend sous l'impulsion de Barney, son ancien projet de dessiner le futur siège social de la Goliath National Bank. Le site choisi est celui d'un vieil immeuble, l'Arcadian, qu'une militante, Zoey, refuse de laisser abattre. Ted et Zoey vont alors entrer violemment en conflit, avant d'apprendre à se connaître et de sympathiser malgré le Capitaine, le mari de Zoey, personnage fantasque.
Robin, toujours présentatrice du journal du matin de Channel 12 et à peine remise de sa rupture avec Don, a une nouvelle présentatrice qui lui fait très rapidement de l'ombre d'autant plus que Ted apprécie cette dernière, ce qui blesse Robin. Elle finit donc par changer de poste et devenir pigiste sur World Wide News, la chaîne de ses rêves.
L'hiver approche et Lily n'est toujours pas enceinte. Ils commencent à se poser beaucoup de questions quand le père de Marshall meurt subitement d'un arrêt cardiaque. Marshall repart donc pour un temps dans le Minnesota, n'assistant pas au début de la liaison entre Ted et Zoey, qui divorce du Capitaine. De son côté, Barney fait la rencontre de Nora, une amie de Robin, pour qui il commence à avoir des sentiments mais refuse de s'engager pour conserver son mode de vie.
Le sort de l'Arcadian décide finalement de celui de la relation entre Ted et Zoey : le groupe d'amis fait tout pour que le rêve de Ted se réalise en manigançant de sorte que l'immeuble ne soit pas classé monument historique. Ted et Zoey rompent. Barney retrouve Nora et se dit qu'il a peut-être encore une chance avec elle.
Au fil de la saison, on voit quelques instants prenant place dans un mariage où Ted est le garçon d'honneur. La dernière image montre que le futur marié est Barney.

## Épisodes

### Épisode 1:La Grosse surprise
- États-Unis : 20 septembre 2010 sur CBS[1]
- France : 15 octobre 2011 sur NT1

- États-Unis : 8,788 millions de téléspectateurs[2] (première diffusion)

- Rachel Bilson (Cindy)
- Bill Fagerbakke (Marvin Eriksen Sr.)
- Kaylee Defer (La jolie fille)
- Brian David Jones (Un coéquipier)
- Daniel Kash (Un mec)
- Peter Katona (Un coéquipier)
- James Ryen (Un coéquipier)

Ted et Barney discutent de qui a les « droits » sur une fille sexy au bar, et découvrent qu'elle est là avec Cindy, l'ex-petite amie de Ted. Robin a toujours le cœur brisé de sa rupture avec Don, mais un défi de Barney la pousse à se détacher de lui. La proximité de Marshall avec son père et son désir de fonder une famille le met en dispute avec Lily.
On apprend que Ted rencontre sa future femme à un mariage dans lequel il est le témoin. Il commence à pleuvoir au mariage et il oublie son parapluie, ce qui nous ramène aux précédentes références disant que Ted et sa femme se sont rencontrés grâce à un parapluie jaune.

### Épisode 2:Un père pour Barney
- États-Unis : 27 septembre 2010 sur CBS
- France : 15 octobre 2011 sur NT1

- États-Unis : 9,002 millions de téléspectateurs[3] (première diffusion)

- Frances Conroy (Loretta Stinson)
- Wayne Brady (James Stinson)
- Ben Vereen (Sam Gibbs)
- David Haley (le coach)
- Michael Earl Reid (le chef de la poste)
- Riley Thomas Stewart (Barney enfant)

### Épisode 3:Inachevé
- États-Unis : 4 octobre 2010 sur CBS
- France : 22 octobre 2011 sur NT1

- États-Unis : 8,604 millions de téléspectateurs[4] (première diffusion)

- James Lanham (Clint Eastwood à 16 ans)
- Malea Mitchell (Chrissy)
- Tara Erica Moore (Rachel)
- Jude Will (Clint Eastwood à 7 ans)
- Clark Gilmer (la blonde au bar)
- Keith Middlebrook (Scott Weisman)
- Carolyn Ordoñez (amie de Chrissy)

### Épisode 4:La Guerre des transports
- États-Unis : 11 octobre 2010 sur CBS
- France : 22 octobre 2011 sur NT1

- États-Unis : 8,48 millions de téléspectateurs[5] (première diffusion)

- Maury Povich (lui-même)
- Geoff Stults (Max)
- Laura Bell Bundy (Becky)
- Marshall Manesh (Ranjit)
- Jan Bryant (Mildred)
- Shaughn Buchholz (le serveur)
- James Price Jr. (l’imposant)
- Steve Rizzo (la calculette géante)
- Koby Rouviere (Marshall enfant)
- Nick Toren (un touriste)
- Toussait Waterman (le paramédical)
- Jason E. Barnes
- Apris Heather (Christine)

### Épisode 5:L'Architecte de la destruction
- États-Unis : 18 octobre 2010 sur CBS
- France : 22 octobre 2011 sur NT1

- États-Unis : 8,049 millions de téléspectateurs[6] (première diffusion)

- Jennifer Morrison (Zoey Pierson)
- Geoff Stults (Max)
- Charlene Amoia (Wendy)
- Jessica Blair Herman (Trish)
- Clinton Leupp (le Drag Queen)
- Ian Wolterstorff (le drogué)
- Doby Daenger (un des protestants)

### Épisode 6:Quand bébé arrive
- États-Unis : 25 octobre 2010 sur CBS
- France : 29 octobre 2011 sur NT1

- États-Unis : 8,292 millions de téléspectateurs[7] (première diffusion)

- Laura Bell Bundy (Becky)
- Bill Fagerbakke (Marvin Eriksen Sr.)
- Matt Boren (Stuart)
- Suzie Plakson (Judy Eriksen)
- Virginia Williams (Claudia)
- Ashwyn Bagga (Johnny)
- Mikaela Hoover (Stacey)
- Payson Lewis (Morris)
- Bruce Merkle (Michael)
- Ron Nicolosi (Mike)
- Ryan Powers (Marc)
- Joey Russo (Davey)
- Jadon Sand (Rob Greenberg)
- Emily Wilson (Tawny Eriksen)
- Vanessa V. Johnston (Tara)

### Épisode 7:Randy le brasseur
- États-Unis : 1er novembre 2010 sur CBS
- France : 29 octobre 2011 sur NT1

- États-Unis : 8,877 millions de téléspectateurs[8] (première diffusion)

- Jennifer Morrison (Zoey Pierson)
- Will Forte (Randy Wharmpess)
- Bob Odenkirk (Arthur Hobbs)
- Laura Bell Bundy (Becky)
- Andrew Caldwell (Scotty)
- Ashwyn Bagga (Johnny)
- Doug Heiar (Un étudiant de Ted)

### Épisode 8:Histoires naturelles
- États-Unis : 8 novembre 2010 sur CBS
- France : 29 octobre 2011 sur NT1

- États-Unis : 8,867 millions de téléspectateurs[9] (première diffusion)

- Jennifer Morrison (Zoey Pierson)
- Bob Odenkirk (Arthur Hobbs)
- Kyle MacLachlan (Le Capitaine)
- David Burtka (Scooter)
- Dan Bakkedahl (Curtis)
- Ted Jonas (Russel)

Au début de l'épisode, Barney raconte que lorsqu'il avait 6 ans, il a jeté une côte de tricératops sur un squelette d'une baleine bleue. Un des employés du musée confirme son histoire et finit en précisant que Barney Stinson fut grondé avant d'être remis à son père Jerry. Barney apprend donc que son oncle Jerry est en fait son véritable père

### Épisode 9:Jessica
- États-Unis : 15 novembre 2010 sur CBS
- France : 29 octobre 2011 sur NT1

- États-Unis : 8,868 millions de téléspectateurs[10] (première diffusion)

- Nicole Scherzinger (Jessica Glitter)
- Alan Thicke (lui-même)
- Chris Romano (Punchy)
- Stefanie Black (Kelly)

### Épisode 10:L'Enfer du Blitz
- États-Unis : 22 novembre 2010 sur CBS
- France : 29 octobre 2011 sur NT1

- États-Unis : 8,728 millions de téléspectateurs[11] (première diffusion)

- Jorge Garcia (Steve Henry, dit « Le Blitz »)
- Jennifer Morrison (Zoey Pierson)
- Joe Nieves (Carl)
- Craig Cackowski (Cabbie),
- Audra Griffis (une fille)
- Roger Narayan (Babaka)
- Rachele Brooke Smith (la fille en rouge)

### Épisode 11:La Théorie de la sirène
- États-Unis : 6 décembre 2010 sur CBS
- France : 5 novembre 2011 sur NT1

- États-Unis : 9,255 millions de téléspectateurs[12] (première diffusion)

- Kyle MacLachlan (le Capitaine)
- Jennifer Morrison (Zoey Pierson)
- Tamara Lynn Davis (Iris)
- Angus McClelland (Angus)

Barney fait référence à la chanson Paradise City des Guns N' Roses.

### Épisode 12:Fausse alerte
- États-Unis : 13 décembre 2010 sur CBS
- France : 5 novembre 2011 sur NT1

- États-Unis : 9,701 millions de téléspectateurs[13] (première diffusion)

- Alex Trebek (lui-même)
- Ben Vereen (Sam Gibbs)
- Melissa Molinaro (Noelle)
- Artemis Pebdani (Anna)
- Chris Romano (Punchy)
- Paul Shackman (Dr Mitchell Friedman)
- Benton Jennings (Jordan)

### Épisode 13:Moments de solitude
- États-Unis : 3 janvier 2011 sur CBS
- France : 5 novembre 2011 sur NT1

- États-Unis : 10,15 millions de téléspectateurs[14] (première diffusion)

- Alexis Denisof (Sandy Rivers)
- Bill Fagerbakke (Marvin Eriksen Sr.)
- Bill Suplee (Marty)
- Suzie Plakson (Judy Eriksen)
- Artemis Pebdani (Anna)
- Paul Schackman (Dr Mitchell Friedman)
- Americus Abesamis (Chaz)
- Matt Dwyer (Syd)
- Jay Brian Winnick (Ronald)
- Elena Levon (Dominatrix)

### Épisode 14:Les Derniers mots
- États-Unis : 17 janvier 2011 sur CBS
- France : 5 novembre 2011 sur NT1

- États-Unis : 10,538 millions de téléspectateurs[15] (première diffusion)

- Bill Fagerbakke (Marvin Eriksen Sr.)
- Chris Elliott (Mickey Aldrin)
- Michael Gross (Alfred Mosby)
- Danny Strong (Trey)
- Ray Wise (Robin Sr.)
- Noah James Butler (Général)
- Harry S. Murphy (Révérend Platt)
- Suzie Plakson (Judy Eriksen)
- Ned Rolsma (Marcus Eriksen)
- Robert Michael Ryan (Marvin Eriksen Jr.)
- Robert R. Shafer (Oncle Pete)
- Caitlin Wehrle (Daphne)

### Épisode 15:Pauvre Chérie
- États-Unis : 7 février 2011 sur CBS
- France : 12 novembre 2011 sur NT1

- États-Unis : 9,997 millions de téléspectateurs[16] (première diffusion)

- Katy Perry (Chérie)
- Jennifer Morrison (Zoey Pierson)
- Renee Taylor (Mme Matson)
- Suzie Plakson (Judy Eriksen)
- Ned Rolsma (Marcus Eriksen)
- Doby Daenger (le protestataire)
- Kristin McCoy (la patronne du bar)

### Épisode 16:La Saint Désespoir
- États-Unis : 14 février 2011 sur CBS
- France : 12 novembre 2011 sur NT1

- États-Unis : 9,51 millions de téléspectateurs[17] (première diffusion)

- Jennifer Morrison (Zoey Pierson)
- Bill Fagerbakke (Marvin Eriksen Sr.)
- Suzie Plakson (Judy Eriksen)
- Nazanin Boniadi (Nora)
- Lennon Parham (Bev)
- Artemis Pebdani (Anna)
- Kelsey Crane (Tori)
- Brenda Koo (jolie fille)
- Bette Rae (Mme Berkelheimer)

### Épisode 17:L'Île aux ordures
- États-Unis : 21 février 2011 sur CBS
- France : 12 novembre 2011 sur NT1

- États-Unis : 9,331 millions de téléspectateurs[18] (première diffusion)

- Kyle MacLachlan (Le Capitaine)
- Jennifer Morrison (Zoey Pierson)
- Bob Odenkirk (Arthur Hobbs)
- Charlene Amoia (Wendy)
- Nazanin Boniadi (Nora)
- Daniel G. O'Brien (Meeker)
- Edward Flores (le restaurateur)
- Diana Peña (employée de la GNB)
- Shane Schoeppner (employé de la GNB)

### Épisode 18:Le Cœur dans tous ses états
- États-Unis : 28 février 2011 sur CBS
- France : 19 novembre 2011 sur NT1

- États-Unis : 9,239 millions de téléspectateurs[19] (première diffusion)

- Robbie Amell (Scooby)
- Nazanin Boniadi (Nora)
- Suzy Nakamura (Dr Kirby)
- G. Lane Hillman (étudiant en architecture)

### Épisode 19:Hallucinant de père en fils
- États-Unis : 21 mars 2011 sur CBS
- France : 12 novembre 2011 sur NT1

- États-Unis : 8,028 millions de téléspectateurs[20] (première diffusion)

- John Lithgow (Jerry Whitaker)
- Nancy Travis (Cheryl)
- Will Shadley (JJ Whitaker)
- Marieve Herington (Betty)
- Michael Rupnow (Scott)

### Épisode 20:Le Sandwich aux boulettes
- États-Unis : 11 avril 2011 sur CBS
- France : 19 novembre 2011 sur NT1

- États-Unis : 6,873 millions de téléspectateurs[21] (première diffusion)

- Jennifer Morrison (Zoey Pierson)
- Robbie Amell (Scooby)
- Bruce Gray (Partenaire âgé)
- Tamara Camille (une femme)
- Daniel Escobar (Professeur Rodriguez)
- Edward Flores (Marc)
- Elizabeth Nicole (fille au hasard)

### Épisode 21:Le Retour de Jerry le dingue
- États-Unis : 18 avril 2011 sur CBS
- France : 19 novembre 2011 sur NT1

- États-Unis : 6,485 millions de téléspectateurs[22] (première diffusion)

- John Lithgow (Jerry Whitaker)
- Michael Trucco (Crush)
- Jill Basey (Mme Perkins)
- Kelly Curran (Mindy)
- Cristina Rosas (Penny)
- Will Shadley (JJ Whitaker)
- Riley Thomas Stewart (Barney enfant)
- Aphrodite Camello (Patronne du Hopeless Bar)
- Clark Gilmer (une blonde au bar)
- Jake Levy (Patron du Jersey Shore)

### Épisode 22:Le Cocktail idéal
- États-Unis : 2 mai 2011 sur CBS
- France : 19 novembre 2011 sur NT1

- États-Unis : 6,765 millions de téléspectateurs[23] (première diffusion)

- Jennifer Morrison (Zoey Pierson)
- Bob Odenkirk (Arthur Hobbs)
- Joe Nieves (Carl)
- Jeff Braine (Kent)
- Elizabeth J. Carlisle (Beth)
- Katierose Donohue (Kristen)
- Thomas Fowler (Ben)

### Épisode 23:Rebondissement
- États-Unis : 9 mai 2011 sur CBS
- France : 26 novembre 2011 sur NT1

- États-Unis : 6,408 millions de téléspectateurs[24] (première diffusion)

- Jennifer Morrison (Zoey Pierson)
- Bob Odenkirk (Arthur Hobbs)
- Cristine Rose (Virginia Mosby)
- Peter Mackenzie (M. Horvath)
- Julie Meyer (Jane)
- Eijiro Ozaki (le ninja)
- Mark Roman (le patron du MacLaren)

### Épisode 24:Intoxication
- États-Unis : 16 mai 2011 sur CBS[25]
- France : 26 novembre 2011 sur NT1

- États-Unis : 7,15 millions de téléspectateurs[26] (première diffusion)

- Chi McBride (Rod)
- Jennifer Morrison (Zoey Pierson)
- Dave Foley (M. Bloom)
- Marshall Manesh (Ranjit)
- Nazanin Boniadi (Nora)
- Patrick Weil (le fleuriste)
- Kyle S. More (Hipster Dude)
- Bette Rae (Mme Berkelheimer)
- Breanna Yde (petite fille)
- Ryan Bruce (le cuisinier)